# Red Tilson Trophy
Red Tilson Trophy är ett pris som delas ut årligen till den bästa spelaren i Ontario Hockey League. Priset röstas fram bland de journalister som bevakar OHL och är döpt efter Red Tilson, som spelade i OHL-klubben Oshawa Generals men dödades i militärtjänst under Andra världskriget. Priset delades också ut första gången efter kriget, år 1945. Genom åren har många framtida NHL-stjärnor belönats med Red Tilson Trophy – däribland Glenn Hall, Stan Mikita, Doug Gilmour och Eric Lindros. 
En av pristagarna från Red Tilson Trophy, Michel Brière Memorial Trophy, eller Four Broncos Memorial Trophy väljs varje år av Canadian Hockey League som vinnare av David Branch Player of the Year Award. I listan nedan har de spelare som även fått detta pris markerats med fet stil.

## Pristagare
Fetmarkerade spelare vann samma år också CHL Player of the Year Award.
- 1944–45 Doug McMurdy, St. Catharines Falcons
- 1945–46 Tod Sloan, Toronto St. Michael's Majors
- 1946–47 Ed Sandford, Toronto St. Michael's Majors
- 1947–48 George Armstrong, Stratford Midgets
- 1948–49 Gil Mayer, Barrie Flyers
- 1949–50 George Armstrong, Toronto Marlboros
- 1950–51 Glenn Hall, Windsor Spitfires
- 1951–52 Bill Harrington, Kitchener Greenshirts
- 1952–53 Bob Attersley, Oshawa Generals
- 1953–54 Brian Cullen, St. Catharines Tee Pees
- 1954–55 Hank Ciesla, St. Catharines Tee Pees
- 1955–56 Ron Howell, Guelph Biltmore Mad Hatters
- 1956–57 Frank Mahovlich, Toronto St. Michael's Majors
- 1957–58 Murray Oliver, Hamilton Tiger Cubs
- 1958–59 Stan Mikita, St. Catharines Tee Pees
- 1959–60 Wayne Connelly, Peterborough T.P.T.'s
- 1960–61 Rod Gilbert, Guelph Biltmore Mad Hatters
- 1961–62 Pit Martin, Hamilton Red Wings
- 1962–63 Wayne Maxner, Niagara Falls Flyers
- 1963–64 Yvan Cournoyer, Canadien junior de Montréal
- 1964–65 André Lacroix, Peterborough Petes
- 1965–66 André Lacroix, Peterborough Petes
- 1966–67 Mickey Redmond, Peterborough Petes
- 1967–68 Walt Tkaczuk, Kitchener Rangers
- 1968–69 Réjean Houle, Canadien junior de Montréal
- 1969–70 Gilbert Perreault, Canadien junior de Montréal
- 1970–71 Dave Gardner, Toronto Marlboros
- 1971–72 Don Lever, Niagara Falls Flyers
- 1972–73 Rick Middleton, Oshawa Generals
- 1973–74 Jack Valiquette, Sault Ste. Marie Greyhounds
- 1974–75 Dennis Maruk, London Knights
- 1975–76 Peter Lee, Ottawa 67's
- 1976–77 Dale McCourt, St. Catharines Fincups
- 1977–78 Bobby Smith, Ottawa 67's
- 1978–79 Mike Foligno, Sudbury Wolves
- 1979–80 Jim Fox, Ottawa 67's
- 1980–81 Ernie Godden, Windsor Spitfires
- 1981–82 Dave Simpson, London Knights
- 1982–83 Doug Gilmour, Cornwall Royals
- 1983–84 John Tucker, Kitchener Rangers
- 1984–85 Wayne Groulx, Sault Ste. Marie Greyhounds
- 1985–86 Ray Sheppard, Cornwall Royals
- 1986–87 Scott McCrory, Oshawa Generals
- 1987–88 Andrew Cassels, Ottawa 67's
- 1988–89 Bryan Fogarty, Niagara Falls Thunder
- 1989–90 Mike Ricci, Peterborough Petes
- 1990–91 Eric Lindros, Oshawa Generals
- 1991–92 Todd Simon, Niagara Falls Thunder
- 1992–93 Pat Peake, Detroit Junior Red Wings
- 1993–94 Jason Allison, London Knights
- 1994–95 David Ling, Kingston Frontenacs
- 1995–96 Alyn McCauley, Ottawa 67's
- 1996–97 Alyn McCauley, Ottawa 67's
- 1997–98 David Legwand, Plymouth Whalers
- 1998–99 Brian Campbell, Ottawa 67's
- 1999–00 Andrew Raycroft, Kingston Frontenacs
- 2000–01 Brad Boyes, Erie Otters
- 2001–02 Brad Boyes, Erie Otters
- 2002–03 Corey Locke, Ottawa 67's
- 2003–04 Corey Locke, Ottawa 67's
- 2004–05 Corey Perry, London Knights
- 2005–06 Wojtek Wolski, Brampton Battalion
- 2006–07 John Tavares, Oshawa Generals
- 2007-08 Justin Azevedo , Kitchener Rangers
- 2008-09 Cody Hodgson , Brampton Battalion
- 2009-10 Tyler Seguin , Plymouth Whalers
- 2010-11 Ryan Ellis , Windsor Spitfires
- 2011-12 Michael Houser, London Knights
- 2012-13 Vincent Trocheck, Plymouth Whalers
- 2013-14 Connor Brown, Erie Otters
- 2014-15 Connor McDavid, Erie Otters
- 2015-16 Mitchell Marner, London Knights
- 2016-17 Alex DeBrincat, Erie Otters
- 2017-18 Jordan Kyrou, Sarnia Sting
- 2018-19 Ukko-Pekka Luukkonen, Sudbury Wolves
- 2019-20 Marco Rossi, Ottawa 67’s
- 2021-22 Wyatt Johnston, Windsor Spitfires